# Biermannia
Biermannia é um género botânico pertencente à família das orquídeas (Orchidaceae).